# Mielite transversa
A Mielite Transversa é uma doença neurológica causada por um processo inflamatório das substâncias cinzenta e branca da medula espinhal, e que pode causar desmielinização axonal. O nome é derivado do grego myelós referindo-se à "espinha dorsal", e o sufixo ite, que indica inflamação.
É uma doença neurológica rara, que faz parte de um conjunto de doenças neuroimunológicas do sistema nervoso central. Outras doenças nesse conjunto incluem: encefalomielite disseminada Aguda (ADEM), neurite óptica, e neuromielite óptica (doença de Devic).
Todas essas desordens envolvem ataques inflamatórios no sistema nervoso central. Elas são diferenciadas principalmente pelo local do ataque, e por elas serem ou monofásicas (ocorrência única) ou muiltifásicas (de múltiplos episódios). Essas desordens têm muitos sintomas em comum, e as estratégias de tratamento delas são similares.
Há uma grande variedade na apresentação de sintomas, que são baseados na parte da medula espinhal que foi afetada e na gravidade dos danos na mielina e nos neurônios na medula espinhal. Os sintomas da MT incluem: fraqueza muscular, paralisia, parestesia ou sensações desconfortáveis nos nervos, dor neuropática, espasticidade, fatiga, depressão, e disfunção sexual, intestinal, e vesical. A MT pode ser aguda ou também pode se desenvolver lentamente. Além disso, existem várias variações no diagnóstico da MT.

## Causas
Na maioria dos casos a causa é idiopática. Em alguns casos pode estar associado a vasculite em conjunto com outras condições infecciosas, parainfecciosas e doenças sistémicas autoimunes.

## Quadro clínico
Aproximadamente um terço dos pacientes com MT apresentam uma doença febril (como gripe com febre) pouco antes do início de sintomas neurológicos. Sabe-se que vacinas carregam riscos de desenvolvimento da encefalomielite disseminada aguda (ADEM), que é uma inflamação do cérebro e da medula espinhal.
MT é geralmente uma doença monofásica (ocorre uma só vez); entretanto, uma percentagem muito rara dos pacientes pode sofrer uma recorrência, especialmente se há uma doença subjacente que predispõe.
As manifestações mais comuns da Mielite transversa incluem fraqueza muscular, perda de sensibilidade e disfunção autonómica.

## Tratamento
Corticosteróides são drogas usadas tipicamente como tratamento para a inflamação da medula espinhal em pacientes com MT. A plasmaférese também é usada como um tratamento para suprimir o sistema imunológico. A reabilitação, especialmente a fisioterapia, é uma parte essencial do tratamento. Os pacientes seguem um regime de reabilitação típico para lesões da medula espinhal. O tratamento de longo prazo para a MT se concentra no manejo de sintomas.
Quem contrai MT e quais são as possibilidades para a recuperação?
Essa doença pode aparecer em qualquer idade (desde os 5 meses até os 80 anos). O maior número de casos de MT parece estar entre 10 a 19 anos e após 40 anos de idade. Pessoas de ambos os sexos parecem ser diagnosticadas igualmente. A literatura sugere que a taxa anual da incidência de um diagnóstico de MT é 1,34 casos por milhão de pessoas.
A recuperação pode ser ausente, parcial ou completa e geralmente inicia-se entre um a três meses. Uma recuperação significante é improvável se nenhuma melhora ocorrer por três meses. A maioria dos pacientes com MT demonstram uma recuperação boa ou moderada . Um terço daqueles diagnosticados têm uma recuperação boa, um terço têm somente uma recuperação moderada e um terço não demonstram recuperação após o período inicial.